# M242 Bushmaster
M242 Bushmaster je 25mm řetězový automatický kanón navržený americkou společností Hughes Helicopters. Kanón byl v 70. letech 20. století vyráběný pro bojová vozidla pěchoty M2/M3 Bradley, později se ukázal jako spolehlivý a všestranný a dnes je používán na několika dalších obrněných vozidlech nebo na válečných lodích.

## Historie

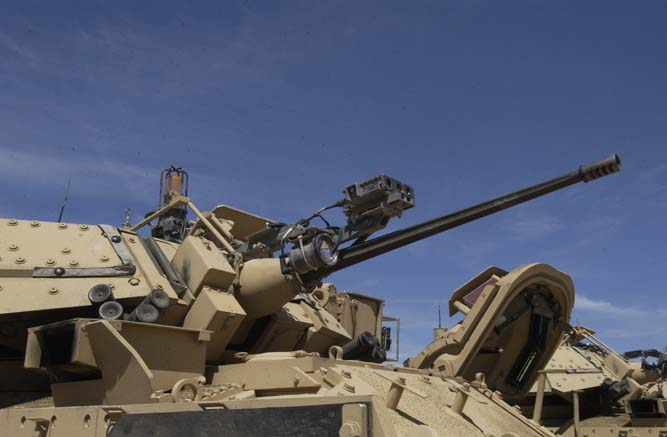
Kanón M242 Bushmaster na americkém bojovém vozidle pěchoty M2 Bradley

Projekt Bushmaster začal jako odnož programu MICV-65, který měl zavést do amerických ozbrojených sil nové bojové vozidlo pěchoty a zároveň nahradit stávající pásový obrněný transportér M113 a bojové vozidlo pěchoty M114. Nové bojové vozidlo mělo být vyzbrojeno kanónem M139 (americká verze automatického kanónu Hispano-Suiza HS.820), ale ten se ukázal jako zklamáním a začal vývoj nového 20mm kanónu VRFWS-S. Vývoj VRFWS-S postupoval pomalu a nakonec došlo ještě ke změně ráže na 25 mm. Podobná zpoždění v programu MICV-65 zapříčinily to, že nové bojové vozidlo pěchoty M2/M3 Bradley se začalo vyrábět až v roce 1981. V současné době je v provozu přibližně 10 500 kanónů M242 Bushmaster a to hlavně díky velké spolehlivosti zbraně. 

## Varianty a deriváty

### Vylepšený 25mm kanón
Práce na vylepšeném kanónu začaly v roce 1990. Byly celkem vylepšeny 3 hlavní systémy a 7 vedlejších systémů zbraně. Vylepšená zbraň byla poprvé použita na bojovém vozidle pěchoty M2A3 Bradley (4. verze bojového vozidla pěchoty M2 Bradley).

### Mk 44 Bushmaster II
Mk44 Bushmaster II je 30mm kanón, jehož hlaveň je chromovaná pro delší životnost. Kanón je používán třeba na českých kolových obrněných transportérech Pandur II.

### Mk 38 Mod 0
V roce 1977 americké námořnictvo chtělo nahradit zastaralý 20mm automatický kanón Oerlikon Mk 16. Kanón byl v roce 1986 nahrazen za 25mm kanón Mk 38 Mod 0, který se skládá z řetězového kanónu M242 Bushmaster a držáku kulometu Mk 88 Mod 0.

### Mk 38 Mod 2
V poslední době bylo několik lodí amerického námořnictva vybaveno verzí Mk 38 Mod 2. Jedná se o derivát zbraňového systému Typhoon, který vyvinula izraelská společnost Rafael Advanced Defense Systems.

### Mk 38 Mod 3
Kanón Mk 38 Mod 3 má oproti Mk 38 Mod 2 vylepšený elektronický optický zaměřovač, upravený hlavní ovládací panel, novou výpočetní jednotku a nový 7,62mm kulomet.

## Uživatelé
- Austrálie - obojživelná průzkumná vozidla ASLAV-25, hlídkové lodě třídy Armidale, torpédoborce třídy Hobart
- Filipíny - obrněné transportéry GKN Simba, hlídkové lodě třídy Del Pilar, hlídkové lodě třídy Jacinto, hlídkové lodě třídy Cyclone, hlídkové čluny třídy Jose Andrada
- Gruzie - kutry třídy Island
- Izrael - rychlé hlídkové čluny třídy Super Dvora Mk III, rychlé hlídkové čluny třídy Shaldag
- Kanada - průzkumná vozidla Coyote, obrněné transportéry LAV VI, arktické oceánské hlídkové lodě třídy Harry DeWolf
- Malajsie - obojživelná bojová vozidla pěchoty ACV-300
- Norsko
- Nový Zéland - lehká obrněná vozidla NZLAV, víceúčelová loď HMNZS Canterbury (L421), oceánské hlídkové lodě třídy Protector
- Singapur - bojová vozidla pěchoty Bionix 25, obrněné transportéry M133A2 Ultra, tankové výsadkové lodě třídy Endurance, víceúčelové fregaty třídy Formidable
- Srí Lanka
- Španělsko - průzkumná vozidla VEC-M1, oceánské hlídkové lodě třídy Meteoro
- Švýcarsko
- Turecko
- Spojené státy americké - bojová vozidla pěchoty M2/M3 Bradley, obojživelná průzkumná vozidla LAV-25, letadlové lodě třídy Nimitz, křižníky třídy Ticonderoga, torpédoborce třídy Arleigh Burke, vrtulníkové výsadkové lodě třídy Wasp a Tarawa, výsadkové dokové lodě třídy Whidbey Island a Harpers Ferry, výsadkové lodě kategorie Amphibious Transport Dock třídy Austin, velitelské lodě třídy Blue Ridge, hlídkové lodě třídy Cyclone, hlídkové čluny Mk VI, kutry třídy Reliance, kutry třídy Hamilton, kutry třídy Sentinel, kutry třídy Island, kutr USCGC Alex Haley (WMEC-39)